# Panningia
Genre
Panningia est un genre d'holothuries (concombres de mer) abyssales de la famille des Cucumariidae. 

## Liste des espèces
Selon World Register of Marine Species (6 mars 2015) :
- Panningia bispicula Cherbonnier, 1964
- Panningia crosnieri Cherbonnier, 1963
- Panningia curvata Cherbonnier, 1958
- Panningia fastigata Cherbonnier, 1965
- Panningia hyndmanni (W. Thompson, 1840)
- Panningia pseudocurvata Thandar, Zettler & Arumugam, 2010
- Panningia trispicula Thandar, 2008